# David Martínez
Héctor David Martínez Corral (Buenos Aires, 21 de enero de 1998) es un futbolista argentino-paraguayo. Juega como defensor en el Club Olimpia de la Primera División de Paraguay.

## Trayectoria

### River Plate
Debutó en diciembre de 2018 en la victoria frente a Gimnasia y Esgrima La Plata en el Estadio Monumental, justo antes de viajar a la final de la Copa Libertadores en Madrid. Pese a no disputar minutos, formó parte de la lista de jugadores que obtuvo dicha competición.

### Defensa y Justicia
El 8 de diciembre de 2019 debutó en Defensa y Justicia en la victoria 2-0 frente a Godoy Cruz. También fue titular en la final de la Copa Sudamericana 2020 de la que salió campeón.

### Segunda Etapa en River Plate
El 8 de febrero de 2021, el Club Atlético River Plate acuerda con Defensa y Justicia la vuelta de Hector David Martinez al club donde se formó.

#### Fichaje caído con Pumas
A mediados de 2024, diversos medios de comunicación empezaron a especular sobre una posible llegada de Martínez al Club Universidad Nacional (Pumas) de México, inclusive en un primer momento declaró como miembro del equipo durante una entrevista en su llegada al Aeropuerto Internacional de la Ciudad de México, sin embargo, el defensa paraguayo no pasaría las pruebas físicas con el equipo mexicano y el fichaje, que estuvo a punto de concretarse, se cayó definitivamente.

### Inter Miami
En julio de 2024 fue cedido por un año.

### Olimpia
En julio de 2025 se fue a préstamo por 18 meses.

## Selección nacional

### Selección Argentina Sub-17
El 25 de enero de 2015, Miguel Ángel Lemme incluyó a Héctor Martínez en la Preselección Sub-17 de 31 jugadores para disputar el Campeonato Sudamericano Sub-17 a disputarse en Paraguay, de esta nómina quedarán 22 jugadores. Los jugadores se entrenarán de cara al certamen a partir del 26 de enero.

### Selección Paraguaya
En 2020 el futbolista decidió jugar por la Selección de Paraguay, debido a que cuenta con doble nacionalidad ya que sus padres son paraguayos.
El 14 de junio del 2021, hace su debut oficial con la Selección, en la victoria 3-1 frente a Bolivia por la Copa América 2021.

#### Goles en la selección
| Goles con la Selección de Paraguay | Goles con la Selección de Paraguay | Goles con la Selección de Paraguay | Goles con la Selección de Paraguay | Goles con la Selección de Paraguay | Goles con la Selección de Paraguay | Goles con la Selección de Paraguay | Goles con la Selección de Paraguay | Goles con la Selección de Paraguay |
| Resultados                         | Resultados                         | Resultados                         | Resultados                         | Lugar                              | Estadio                            | Fecha                              | Tipo                               | Goles                              |
| ---------------------------------- | ---------------------------------- | ---------------------------------- | ---------------------------------- | ---------------------------------- | ---------------------------------- | ---------------------------------- | ---------------------------------- | ---------------------------------- |
| Paraguay                           | 2                                  | 1                                  | Venezuela                          | Asunción                           | Defensores del Chaco               | 9 de septiembre de 2021            | Eliminatorias Sudamericanas 2022   | 1 gol                              |

Para un total de 1 gol.

### Participaciones en Copa América
| Torneo            | Sede   | Resultado        | Partidos | Goles |
| ----------------- | ------ | ---------------- | -------- | ----- |
| Copa América 2021 | Brasil | Cuartos de final | 4        | 0     |

#### Detalle
| \| N.º \| Fecha \| Estadio \| Local \| Resultado \| Visitante \| Goles \| Asist. \| Competición \| \| ----- \| ---------- \| -------------------------------------------- \| --------- \| --------- \| --------- \| ----- \| ------ \| ------------------- \| \| 1 \| 06-03-2015 \| Estadio Dr. Nicolás Leoz, Asunción, Paraguay \| Argentina \| 1-2 \| Ecuador \| \| \| Sudamericano Sub-17 \| \| 2 \| 20-03-2015 \| Estadio Dr. Nicolás Leoz, Asunción, Paraguay \| Paraguay \| 1-4 \| Argentina \| \| \| Sudamericano Sub-17 \| \| Total \| \| Presencias \| 2 \| \| Goles \| 0 \| 0 \| \| |            |                                              |           |           |           |       |        |                     |
| N.º | Fecha      | Estadio                                      | Local     | Resultado | Visitante | Goles | Asist. | Competición         |
| 1 | 06-03-2015 | Estadio Dr. Nicolás Leoz, Asunción, Paraguay | Argentina | 1-2       | Ecuador   |       |        | Sudamericano Sub-17 |
| 2 | 20-03-2015 | Estadio Dr. Nicolás Leoz, Asunción, Paraguay | Paraguay  | 1-4       | Argentina |       |        | Sudamericano Sub-17 |
| Total |            | Presencias                                   | 2         |           | Goles     | 0     | 0      |                     |

No incluye partidos amistosos.

## Estadísticas

### Clubes
| Club | Div.                | Temporada           | Liga         | Liga         | Liga         | Copas Nacionales(1) | Copas Nacionales(1) | Copas Nacionales(1) | Torneos Internacionales(2) | Torneos Internacionales(2) | Torneos Internacionales(2) | Total | Total | Total  | Media goleadora(3) |
| Club | Div.                | Temporada           | Part.        | Goles        | Asist.       | Part.               | Goles               | Asist.              | Part.                      | Goles                      | Asist.                     | Part. | Goles | Asist. | Media goleadora(3) |
| --- | ------------------- | ------------------- | ------------ | ------------ | ------------ | ------------------- | ------------------- | ------------------- | -------------------------- | -------------------------- | -------------------------- | ----- | ----- | ------ | ------------------ |
| C. A. River Plate Argentina | 1.ª                 | 2018-19             | 1            | 0            | 0            | 0                   | 0                   | 0                   | 0                          | 0                          | 0                          | 1     | 0     | 0      | 0,00               |
| C. A. River Plate Argentina | 1.ª                 | 2021                | 17           | 0            | 0            | 14                  | 0                   | 1                   | 9                          | 1                          | 1                          | 40    | 1     | 2      | 0,02               |
| C. A. River Plate Argentina | 1.ª                 | 2022                | 11           | 0            | 1            | 10                  | 0                   | 0                   | 7                          | 1                          | 0                          | 28    | 1     | 1      | 0,03               |
| C. A. River Plate Argentina | 1.ª                 | 2023                | 1            | 0            | 0            | 2                   | 0                   | 0                   | 0                          | 0                          | 0                          | 3     | 0     | 0      | 0,00               |
| C. A. River Plate Argentina | 1.ª                 | 2024                | 1            | 0            | 0            | 4                   | 0                   | 0                   | 0                          | 0                          | 0                          | 5     | 0     | 0      | 0,00               |
| C. A. River Plate Argentina | Total club          | Total club          | 31           | 0            | 1            | 30                  | 0                   | 1                   | 16                         | 2                          | 1                          | 77    | 2     | 3      | 0,02               |
| C. S. D. Defensa y Justicia Argentina | 1.ª                 | 2019-20             | 20           | 2            | 1            | 2                   | 0                   | 0                   | 6                          | 0                          | 0                          | 28    | 2     | 1      | 0,07               |
| C. S. D. Defensa y Justicia Argentina | 1.ª                 | 2020                | Inexistentes | Inexistentes | Inexistentes | 5                   | 0                   | 1                   | 8                          | 0                          | 0                          | 13    | 0     | 1      | 0,00               |
| C. S. D. Defensa y Justicia Argentina | Total club          | Total club          | 20           | 2            | 1            | 7                   | 0                   | 1                   | 14                         | 0                          | 0                          | 41    | 2     | 2      | 0,04               |
| Inter de Miami Estados Unidos | 1.ª                 | 2024                | 7            | 1            | 1            | 0                   | 0                   | 0                   | 3                          | 0                          | 0                          | 10    | 1     | 1      | 0,10               |
| Inter de Miami Estados Unidos | 1.ª                 | 2025                | 9            | 1            | 0            | 0                   | 0                   | 0                   | 2                          | 0                          | 0                          | 11    | 1     | 0      | 0,09               |
| Inter de Miami Estados Unidos | Total club          | Total club          | 16           | 2            | 1            | 0                   | 0                   | 0                   | 5                          | 0                          | 0                          | 21    | 2     | 1      | 0,09               |
| Club Olimpia Paraguay | 1.ª                 | 2025                | 2            | 0            | 0            | 0                   | 0                   | 0                   | 0                          | 0                          | 0                          | 2     | 0     | 0      | 0,00               |
| Club Olimpia Paraguay | Total club          | Total club          | 2            | 0            | 0            | 0                   | 0                   | 0                   | 0                          | 0                          | 0                          | 2     | 0     | 0      | 0,00               |
| Total en su carrera | Total en su carrera | Total en su carrera | 69           | 4            | 3            | 37                  | 0                   | 2                   | 35                         | 2                          | 1                          | 141   | 6     | 6      | 0,04               |
| (1) Las copas nacionales se refiere a la Copa Argentina, Supercopa Argentina, Copa de la Liga Profesional, U.S. Open Cup y la Copa Paraguay. (2) Las copas internacionales se refiere a la Copa Libertadores, Copa Sudamericana, Liga de Campeones de la Concacaf y Leagues Cup. |                     |                     |              |              |              |                     |                     |                     |                            |                            |                            |       |       |        |                    |

### Selecciones
| Selección         | Año           | Amistoso | Amistoso | Amistoso | Eliminatorias | Eliminatorias | Eliminatorias | Mundial | Mundial | Mundial | Copa América | Copa América | Copa América | Total | Total | Total |
| Selección         | Año           | PJ       | G        | A        | PJ            | G             | A             | PJ      | G       | A       | PJ           | G            | A            | PJ    | G     | A     |
| ----------------- | ------------- | -------- | -------- | -------- | ------------- | ------------- | ------------- | ------- | ------- | ------- | ------------ | ------------ | ------------ | ----- | ----- | ----- |
| Sub-17 Argentina  | 2015          | -        | -        | -        | -             | -             | -             | -       | -       | -       | 2            | 0            | 0            | 2     | 0     | 0     |
| Sub-17 Argentina  | Total         | -        | -        | -        | -             | -             | -             | -       | -       | -       | 2            | 0            | 0            | 2     | 0     | 0     |
| Absoluta Paraguay | 2021          | -        | -        | -        | 5             | 1             | 0             | -       | -       | -       | 4            | 0            | 0            | 9     | 1     | 0     |
| Absoluta Paraguay | 2022          | -        | -        | -        | 1             | 0             | 0             | -       | -       | -       | -            | -            | -            | 1     | 0     | 0     |
| Absoluta Paraguay | Total         | -        | -        | -        | 6             | 1             | 0             | -       | -       | -       | 4            | 0            | 0            | 10    | 1     | 0     |
| Total carrera     | Total carrera | -        | -        | -        | 6             | 1             | 0             | -       | -       | -       | 6            | 0            | 0            | 12    | 1     | 0     |

### Resumen estadístico
|                      | Partidos | Goles | Promedio | Asistencias | Promedio |
| -------------------- | -------- | ----- | -------- | ----------- | -------- |
| Liga                 | 59       | 3     | 0,09     | 3           | 0,05     |
| Copas Nacionales     | 37       | 0     | 0,00     | 2           | 0,05     |
| Copa Internacionales | 34       | 2     | 0,05     | 1           | 0,02     |
| TOTAL                | 130      | 5     | 0,03     | 6           | 0,04     |

## Palmarés

### Campeonatos nacionales
| Título              | Equipo            | País           | Año  |
| ------------------- | ----------------- | -------------- | ---- |
| Supercopa Argentina | C. A. River Plate | Argentina      | 2019 |
| Primera División    | C. A. River Plate | Argentina      | 2021 |
| Trofeo de Campeones | C. A. River Plate | Argentina      | 2021 |
| Primera División    | C. A. River Plate | Argentina      | 2023 |
| Supercopa Argentina | C. A. River Plate | Argentina      | 2023 |
| Supporter's Shield  | Inter de Miami    | Estados Unidos | 2024 |

### Campeonatos internacionales
| Título            | Equipo                      | Sede    | Año  |
| ----------------- | --------------------------- | ------- | ---- |
| Copa Libertadores | C. A. River Plate           | Madrid  | 2018 |
| Copa Sudamericana | C. S. D. Defensa y Justicia | Córdoba | 2020 |